# Preadamieten
De preadamieten waren volgens de eerste Bijbelkritiek van Isaac La Peyrère in 1655 mensen die voor de schepping van Adam hadden geleefd. De preadamieten waren nodig om te verklaren waar de vrouwen van de zonen van Adam werden gevonden.
De Europeanen van de 17e eeuw konden de stammen en talen in Azië en Amerika niet meer verklaren uit de Bijbelse geschiedenis. Zij moesten de gebruikelijke verklaring dat alle mensen afstamden van een eerste, Hebreeuws sprekend, mensenpaar op logische en taalkundige gronden verwerpen.
De kerken verwierpen de stelling dat er voor Adam mensen waren geweest. Zij waren in de 17e eeuw fundamentalistisch en zij konden een dergelijke leer, en de daaruit voortkomende polygenese, niet aanvaarden omdat de zondeval voor de nazaten van Adam en Eva bepalend was voor hun theologische dogmatiek over zondeval en verlossing.